# وشستاری (ناحیه هرادتس کرالووه)
وشستاری (به چکی: Všestary) یک منطقهٔ مسکونی در جمهوری چک است که در ناحیه هرادتس کرالووه واقع شده‌است. وشستاری ۱٬۷۱۶ نفر جمعیت دارد.